# Shuswap Highland
Shuswap Highland är ett högland i Kanada.   Det ligger i provinsen British Columbia, i den centrala delen av landet, 3 200 km väster om huvudstaden Ottawa.
I omgivningarna runt Shuswap Highland växer i huvudsak barrskog. Runt Shuswap Highland är det mycket glesbefolkat, med 2 invånare per kvadratkilometer.